# 81-я отдельная аэромобильная бригада
81-я отдельная аэромобильная бригада (укр. 81-а окрема аеромобільна бригада, 81 ОАМБр, в/ч А0284)  — воинское соединение, входящее в состав Десантно-штурмовых войск Вооружённых сил Украины. Базируется в городах Константиновка и Дружковка.

## История формирования

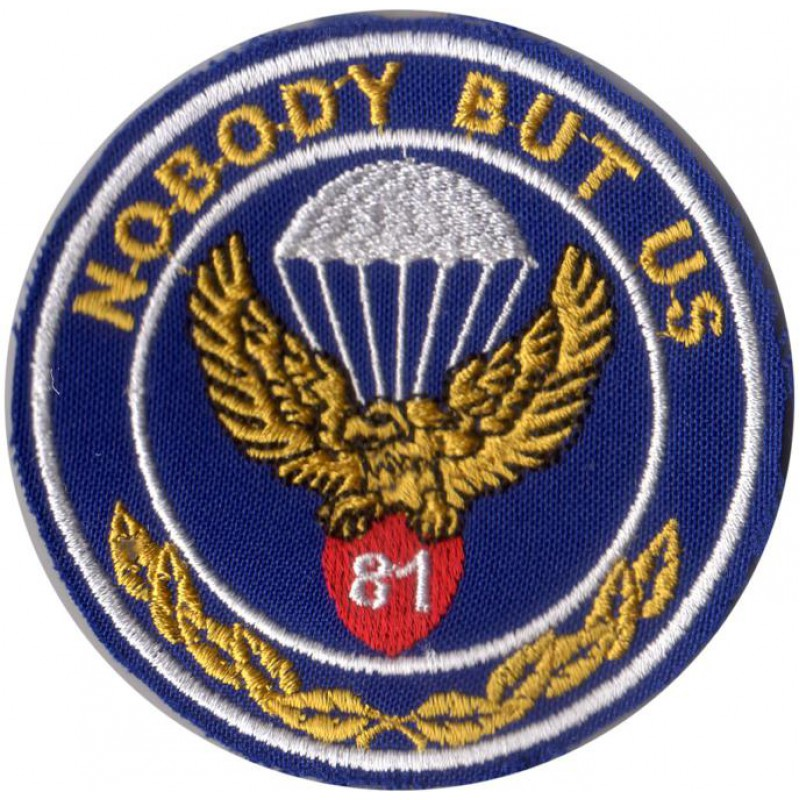
Нашивка 81-й тактической группы с надписью «Никто кроме нас»

В конце 2004 года началась работа по подготовке формирования для смены 7-й механизированной бригады ВС Украины в Ираке. Изначально были планы отправить в Ирак 80-й аэромобильный полк в полном составе, но затем было принято решение сформировать новую 8-ю механизированную бригаду в составе двух отдельных механизированных батальонов.
Управление бригады и 81-й отдельный механизированный батальон формировались на Яворовском полигоне на базе 24-й механизированной бригады, 82-й отдельный механизированный батальон - в г. Владимир-Волынский на базе 51-й механизированной бригады. Но, с учётом начатого поэтапного сокращения численности украинского военного контингента, было принято решение о направлении в Ирак сокращённого подразделения. В итоге, на базе 81-го отдельного механизированного батальона, из военнослужащих 80-го отдельного аэромобильного полка была создана 81-я полковая тактическая группа численностью 864 военнослужащих. Костяк группы составил аэромобильный батальон.
Организационно 81-я тактическая группа включала в себя: управление группы, аэромобильный батальон (четыре роты), миномётную батарею, разведывательную роту, роту военной полиции, инженерно-сапёрный взвод, взвод радиационной, химической и бактериологической защиты, узел связи.
В мае 2005 года 81-я тактическая группа была переброшена в Ирак. Из четырёх украинских формирований, сменявших друг друга в Ираке (5-я, 6-я и 7-я отдельные механизированные бригады), только 81-я тактическая группа не имела потерь личного состава.
В декабре 2005 года 81-я тактическая группа была выведена из Ирака и расформирована.
В связи с принятым законом об увеличении численности Вооружённых Сил Украины, в конце 2014 года, было начато формирование 11 новых бригад, включая одну аэромобильную.
Новая бригада была создана осенью 2014 года на базе 95-й отдельной аэромобильной бригады и 25-й отдельной воздушно-десантной бригады и унаследовала номер расформированной 81-й тактической группы. Первоначальное наименование - 81-я десантно-штурмовая бригада. Сразу после формирования и слаживания бригада приступила к выполнению боевых задач. Дислоцируется в Дружковке и Константиновке.
В мае 2015 года  в качестве роты тактической разведывательной батальонной группы в состав бригады вошёл добровольческий батальон «ОУН».

### Война на востоке Украины

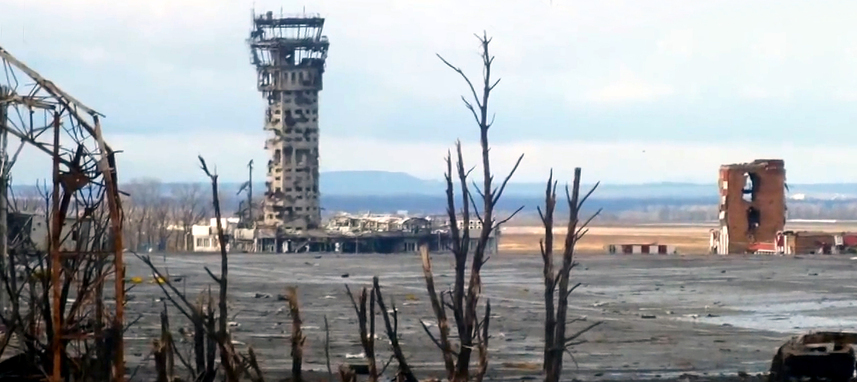
Руины донецкого аэропорта. Диспетчерская вышка, 24 декабря 2014 г.

В конце 2014 года и в начале 2015 года 81-я отдельная аэромобильная бригада держала оборону в Донецком аэропорту и прилегающих районах. Весной-летом 2016 года вела бои в Авдеевской промзоне.
По состоянию на 1 марта 2020 года 81-я отдельная аэромобильная бригада в ходе конфликта на востоке Украины потеряла погибшими 87 человек.

## Структура

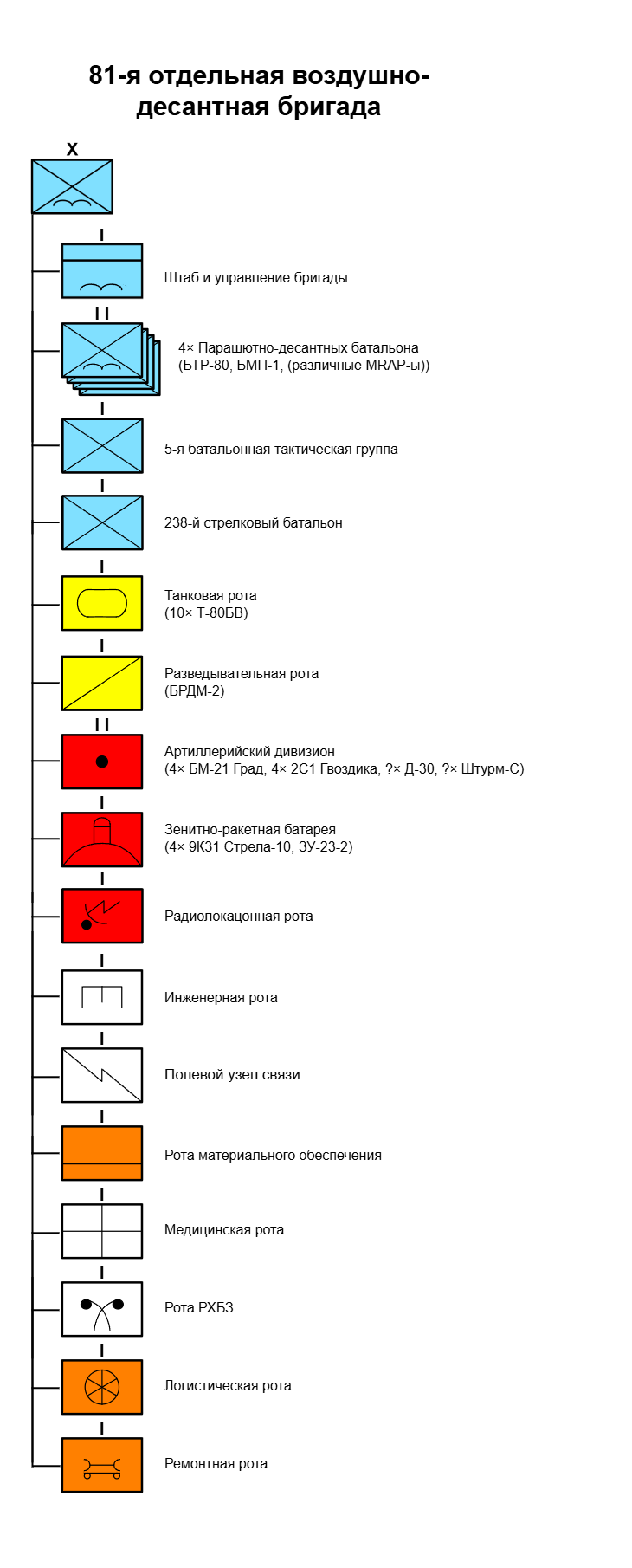
Структура 81-й отдельной воздушно-десантной бригады ДШВ Украины на 2024 год

## Техника, вооружение и снаряжение
Стрелковое оружие:

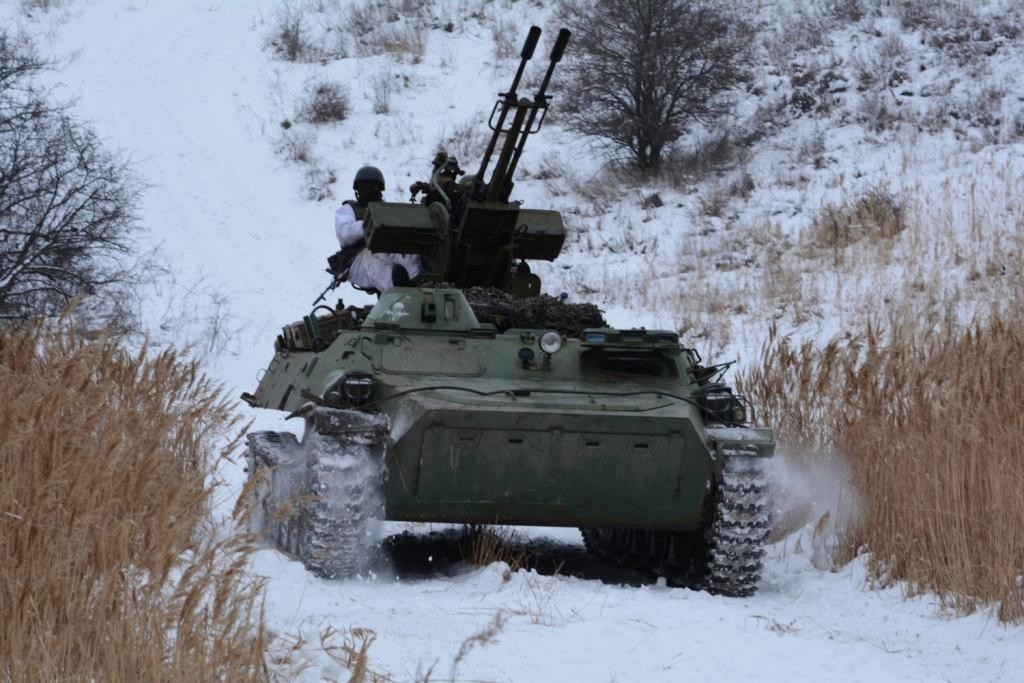
МТ-ЛБ с установкой ЗУ-23-2, 81-я отдельная аэромобильная бригада, январь 2017 год

- Пистолеты ПМ; АКС-74, АКМС; снайперские винтовки СВД, ДШКМ-ТК.[13]
- Пулемёты: РПК-74, ПКМ.
- Гранатомёты: ГП-25, РПГ-7Д, РПГ-18, СПГ-9.

Ракетно-артиллерийское вооружение
- Противотанковые ракетные комплексы «Фагот», «Метис»
- Противотанковые пушки МТ-12[14]
- зенитные установки ЗУ-23.[14]
- САУ 2С1 «Гвоздика»[15]

Бронетехника и автотранспорт
- На штатном вооружении бригады стоят бронетранспортёры БТР-80[16], а также МТЛБ с установленными ЗУ-23[16][14] и НУРС.[17] Имеются отдельные БТР-70 и БРДМ-2[14]. В качестве штабных и медицинских машин бригада получила небольшое количество AT105 «Саксон».[14][18]
- Транспортное обеспечение – автомобили Урал-4320, ЗИЛ-131, ГАЗ-66, УАЗ-3962. Также бригада получила несколько HMMWV М998,[14] имеются различные автомобили, полученные от волонтёров.[19][20]

## Инциденты
16 марта 2015 года в г. Константиновка водитель 81-й бригады на МТЛБ сбил женщину с двумя детьми. Девочка 8 лет погибла, её тётя получила тяжёлые травмы, второй ребёнок, который был в коляске, не пострадал.